# Laxmanniaceae
Laxmanniaceae is een botanische naam, voor een familie van eenzaadlobbige planten. Een familie onder deze naam wordt door slechts weinig systemen van plantentaxonomie erkend. De familie wordt wel erkend door het APG II-systeem (2003), ten minste in die zin dat het een optie is deze familie te erkennen. De andere mogelijkheid is de planten in deze familie (samen met die van een reeks andere families) in te voegen bij de Asparagaceae. Het APG III-systeem (2009) gaat er inderdaad toe over deze planten in te voegen bij die familie, als de onderfamilie Lomandroideae.
De familie, indien erkend, bestaat uit bijna tweehonderd soorten in ruim een dozijn genera: het bekendste genus is Cordyline.